# Radyo-4
Radyo-4 ist das vierte Hörfunkprogramm der staatlichen Rundfunkanstalt der Türkei (TRT).

## Geschichte
1987 startete Radyo-4 sein Programm als viertes Radionetz der TRT. Mit der Einrichtung von Radyo-4 wurden die drei seit den siebziger Jahren bestehenden Radionetze (TRT-1, TRT-2 und TRT-3) in Radyo-1, Radyo-2 und Radyo-3 umbenannt, um sie bezüglich der Namensgebung stärker von den Fernsehkanälen (TRT-1 und TRT-2) zu unterscheiden. Die TRT formatierte ihre nunmehr vier Radiokanäle bezüglich des Inhalts stärker durch und ging den Schritt zu Spartenprogrammen. Neben Radyo-1 (Wort, Kultur und Bildung), Radyo-2 (Nachrichten) und Radyo-3 (klassische Musik) trat ab dem 18. Oktober 1987 Radyo-4 mit türkischer Musik.
Nach der Einführung des privaten Rundfunks wurde dann 1990 aus Radyo-4 TRT-fm. Wegen der Konkurrenzsituation mit dem privaten Rundfunk wurde auf TRT-fm auch Popmusik gesendet.
1998 beschloss die TRT erneut, die Radionetze inhaltlich umzustrukturieren. Die Bezeichnung TRT-fm wurde von nun an für Radyo-2 verwendet. Radyo-4 erhielt seinen ursprünglichen Namen zurück. Der Kanal sendet seit Januar 1998 nur noch türkische (Volks-)Musik. 

## Programm
Radyo-4 ist heute ein Musikprogramm, das ausschließlich der türkischen Musik gewidmet ist. Die Sendungen werden von einer großen Bandbreite türkischer Volksmusik dominiert. Daneben gibt es Sendungen der türkischen Kunstmusik.
Diese thematischen Programmangebote (hauptsächlich bestehend aus Gesang-, Volksmusik, und Instrumentalmusik) sind in der Regel zweistündig. Radyo-4 sendet zu jeder zweiten vollen Stunde fünf Minuten Nachrichten, gefolgt von Wetterinformationen.

## Verbreitung
In der gesamten Türkei wird Radyo-4 über Ultrakurzwelle verbreitet. Der Sender kann auch im Internet als Livestream und über Satellit gehört werden.